# Halvor Storskogen
Halvor Storskogen (23 aprile 1961) è un ex calciatore norvegese, di ruolo attaccante.

## Carriera

### Club
Storskogen giocò, in carriera, con le maglie di Jevnaker, Lyn Oslo, Strømsgodset e Brann. Fu tre volte finalista di Norgesmesterskapet, nel 1987, nel 1988 e nel 1991.